# Lubień (województwo warmińsko-mazurskie)
Lubień – wieś śródleśna w Polsce położona w województwie warmińsko-mazurskim, w powiecie ostródzkim, w gminie Miłomłyn nad Kanałem Elbląskim.
W latach 1975–1998 miejscowość administracyjnie należała do województwa olsztyńskiego.